# Mohi Sándor
Mohi Sándor (Budapest, 1957. március 16.) Balázs Béla-díjas (2002) operatőr, rendező, egyetemi tanár.

## Életpályája
Szülei: Mohi György és Kiss Terézia. 1970 óta fotózással foglalkozik. 1971–1975 között a Sárospataki Rákóczi Gimnázium diákja volt. 1976–1978 között a MÜM Szakmunkásképzőben tanult. 1978–1992 között a Mafilm és a Movi segédoperatőre, világosítója majd operatőre volt. 1984-ben fényképész képesítést szerzett. 1987-ben elvégezte az OPAKFI felsőfokú filmgyártási tanfolyamát. 1992-ben végzett az ELTE Természettudományi Kar (ELTE-TTK) videokommunikáció és alkalmazott video szakon. 1993 óta önálló operatőr. 1996–2000 között ELTE Bölcsészettudományi Karon (ELTE BTK) és Pázmány Péter Katolikus Egyetemen videotechnikát és operatőri ismereteket tanított. 1998–1999-ben az ELTE TTK video speciálkollégium vezetője volt. 1999–2000-ben a Handicap Mozgássérültek Önsegélyező Alapítvány csoportvezető tanára volt.

## Magánélete
1986-ban házasságot kötött Farkas Gabriellával. Két gyermekük született; Balázs (1989) és Eszter (1992).

## Filmjei
| - Csángók (1992) - Békesség, és minden jót! (1995) (operatőr is) - Gyöngyökkel gyökereztél. Moldvai archaikus népi imádságok (1998) - Ahogy az Isten elrendeli… (2000) - A boldogok szobrásza (2002) (operatőr is) - Se künn, se benn… (2003) (operatőr is) - Krisztus feltámadt… (2004) (operatőr is) - A Jeges (2005) - Visszatérés (2005) - Nincs elég világ (2005) (operatőr is) - Hetedíziglen (2005) (operatőr is) - Jel a világ számára (2006) - A közösség (2006) (operatőr is) - Imádság (2007) (operatőr is) - Engem a szél idesodort és letett (2008) (operatőr is) - Szolgabarát (2009) (operatőr is) - Világló éjszaka (2010) (operatőr is) - Nem az én erőm (2011) (operatőr is) - A rózsaemberː Márk Gergely (2011) (operatőr is) - Sára Sándor portré (2013) - Egy veszendő világról van szó... (2016) | - Huszárik néni (1987) - Mért fusson az ártatlan? (1994) - Ameddig a harang szól (1994-1998) - Üzenet (1994-2003) - Zarándokúton Gömörben (1996) - Nem akarják irigyelni a holtakat (1996) - A munkanélküliség megeszi a lelket (1996) - Szatmári tangó (1998) - Pipacsok (1998) - Imbolygó lámpások (1998) - Bulányi György (1998) - Péterfalvi zenészek (1999) - Lélek és test hajléka (1999) - A színész és a háború (1999) - Az én folyóm (2001-2002) - Portré Szarvas Józsefről (2001) - Sámán mítosz (2002) - Namika (2002) - Múltidéző kövek (2002) - Csillagaink (2002) - Cigány ABC (2002) - A színház mindig legenda (2002) - A ház emlékei (2002) - 98-an (2003) - Vasutak pokoljárása (2003) - A Színészléten túl (2004) - Láng Edit - A híd szerepében (2004) - Rémálmok nyomában (2004) - Saját népem hasznára (2004) - Királyvadászat (2004) - Szegkovácssorsok (2005) - Schmidt Éva élete, halála után - A lelőtt harcos lelke (2011) - A szabadság rabságában (2012) - Színről színre (2013) - A keresett személy él... (2013) - Komlóskai gyémánt (2014) - A templomépítő (2014) |

## Könyv
- Átmeneti idők. Mohi Sándor beszélgetései Huszárik Zoltánról; MMA, Bp., 2021

## Díjai
- A filmszemle díja (2001, 2008)
- neubrandenburgi dokumentumfilmfesztivál fődíja (2001)
- a filmkritikusok díja (2002)
- Balázs Béla-díj (2002)
- Aranyszem operatőri díj (2012)